# Тайская народная партия
«Тайская народная партия» (тайск. พรรคชาติไทย; также известная как «Шарт Тай») — консервативная политическая партия Таиланда. Была распущена Конституционным судом Таиланда 2 декабря 2008 года, наряду с «Партией народной власти» и «Нейтральной демократической партией» за нарушение законов о выборах на всеобщих выборах в Таиланде 2007 года. Впоследствии большинство депутатов основали партию «Шартайпаттана» («Партию развития тайской нации»), которая стала преемницей «Тайской народной партии».

## История
«Тайская народная партия» была основана в 1974 году Чатчай Чунхаваном, сыном фельдмаршала Пхина Чунхавана, а также его родственниками Прамарном Адирексарном и Сири Сириотином, которые в то время были генералами-майорами. Все трое принадлежали к военному, экономическому и политическому клану Раджакру, созданному фельдмаршалом Фином. Партия представляла правое и провоенное крыло тайской политики в относительно либеральные и демократические годы — с 1973 по 1976 год. Во время выборной кампании в апреле 1976 года партия отмечала «Право убивать левых», а председатель партии и заместитель премьер-министра Прамарн 6 октября 1976 года заявил на заседании кабинета министров, что сейчас подходящий момент для уничтожения студенческого движения, которое в конечном итоге было исполнено во время Резни в университете Таммасат. На последующих выборах в 1976, 1979, 1983 и 1986 годах партия была второй в стране и занимала правые позиции. На выборах 1983 года депутатом от партии был демонстративно избран Наронг Киттикачон — один из «Трёх тиранов» начала 1970-х, сын экс-премьера Танома Киттикачона.
Со второй половины 1980-х годах партия была деидеологизирована. Она стала «правительственной партией», пытавшейся войти в правящую коалицию. С 1983 по 1986 год «Тайская народная партия» входила в парламентскую оппозицию. По словам тогдашнего генерального секретаря партии Банхана Синлапа-ачи, «для политика, находящегося оппозиции, это всё равно, что голодать до смерти».
На всеобщих выборах 1988 года «Тайская народная партия» получила наибольшее количество голосов, в результате чего её лидер Чатчай Чунхаван стал премьер-министром. Чунхаван был первым демократически избранным премьер-министром Таиланда и находился на этом посту более десяти лет. Правительство Чунхавана стало известно, как «шведский стол» для своих членов, открыто скрывающих распределение государственных средств. «Тайская народная партия» выступала за усиление роли парламента, в котором было представлено много бизнесменов из провинции. Правительство Чунхавана было свергнуто в результате военного переворота в 1991 году. Путчисты обвинили премьер-министра и ряд других членов кабинета в захвате «национального богатства».
После всеобщих выборов в марте 1992 года «Тайская народная партия», возглавляемая маршалом авиации Сумбоном Рахоном, присоединилась к коалиции «Партии единства и справедливости» («Саакхи Тхам»), под руководством генерала Сучинды Крапраюна. Одна из партийных фракций отвергла этот альянс и покинула партию, чтобы основать «Национальную партию развития» (предшественницу «Партии национального развития»). Её возглавил бывший премьер-министр Чатчай Чунхаван.
В 1992 году «Тайская народная партия» стала главной оппозиционной силой к демократическому правительству Чуана Ликпая. В опросе 1993 года 50 % респондентов определили «Тайскую народную партию», как самую коррумпированную. В 1994 году председателем партии стал Банхан Синлапа-ача. Партия выиграла выборы 1995 года, которые были дискредитированы скупкой голосов. Синлапа-ача стал премьер-министром, но его правительственная коалиция дала трещину в ноябре 1996 года.
На выборах 2001 года «Тайская народная партия» выиграла 41 из 500 мест и сформировала коалиционное правительство с крупнейшей партией «Тай Рак Тай», под руководством Таксина Чинавата. На выборах 2005 года партия потеряла несколько мест, несмотря на поддержку популярного политика и бывшего владельца массажного салона Чувита Камолвитита. Партия получила 11,4 % голосов избирателей и 27 из 500 мест. Из-за политических конфликтов, партия впоследствии впоследствии вышла из коалиции с партией «Тай Рак Тай». «Тайская народная партия» вместе с двумя другими крупнейшими оппозиционными партиями бойкотировала выборы в апреле 2006 года надеясь сделать невозможным формирование нового тайского правительства.

## После переворота 2006 года
«Тайская народная партия» участвовала в парламентских выборах 2007 года, прошедших после переворота 2006 года, и набрала 8,87 % голосов (37 из 480 мест), заняв третье место после «Партии народной власти». В январе 2008 года «Тайская народная партия» вошла в состав шестипартийного коалиционного правительства.
2 декабря 2008 года, на фоне обвинений в электоральном мошенничестве во время выборов 2007 года «Тайская народная партия» и «Нейтральная демократическая партия» были распущены Конституционным судом. Руководителям этих партий запретили заниматься политикой в течение пяти лет. Вскоре после этого большинство бывших депутатов парламента Таиланда от этих партий собрались, чтобы основать партию «Шартайпаттана».

## Председатели партии
- Прамарм Адирексарн (1974—1986)
- Чатчай Чунхаван (1986—1991)
- Сомбун Рахорн (1991—1992)
- Прамарм Адирексарн (1992—1994)
- Банхан Синлапа-ача (1994—2008)